# Dom Odpowiedzialności

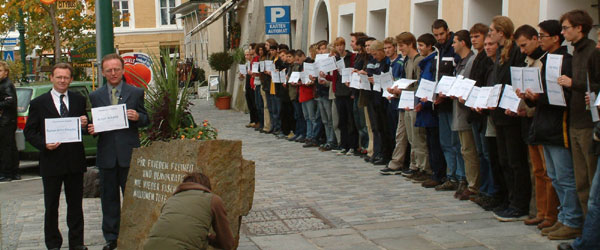
Gerhard Skiba, Andreas Maislinger i osoby pełniące służbę pamięci ofiar Holocaustu wspominają Sprawiedliwy wśród Narodów Świata przed domem, gdzie urodził się Adolf Hitler. (2002)

Projekt Dom Odpowiedzialności (HRB) powstał w Austrii po stworzeniu rządu koalicyjnego, w skład którego wchodziła Austriacka Partia Wolnościowa, kierowana przez Jörga Haidera. Dr Andreas Maislinger, politolog z Innsbrucku, zasugerował wtedy stworzenie Domu Odpowiedzialności w domu urodzenia Adolfa Hitlera. Gazeta lokalna Braunauer Rundschau przedstawiła ów pomysł publiczności 4 maja 2000 r.
Wolontariusze z krajów UE, austriaccy odrabiający służbę zastępczą (zamiast wojska) i byli odrabiający służbę zastępczą za granicą mieliby wspólnie pracować i mieszkać w tym domu. W ten sposób ma dojść do stałej wymiany pomysłów. House of Responsibility ma zostać czymś całkowicie nowym: na parterze będzie wystawa o niechcianym dziedzictwie: analiza historyczna rządu Nazistów jak i analiza obejścia się z tą historią po drugiej wojnie światowej. Pierwsze piętro będzie dedykowane teraźniejszości i służyć konkretną pomocą: tam będą się mieściły biura Austriackiego Stowarzyszenia Służby za Granicą, jak i innych organizacji zajmujących się projektami związanymi z prawami człowieka i pomocy dla krajów Trzeciego Świata. Na drugim piętrze odbędą się seminaria, których celem będzie stworzenie przyszłości bardziej pokojowej.
Projekt wciąż jest w fazie realizacji.